# Boom Kah (álbum de Robin)
Boom Kah es el tercer álbum de estudio de Robin Packalen publicado el 4 de octubre de 2013. Se lanzaron varias versiones del álbum: Una estándar y dos especiales con contenido adicional. También se lanzó una edición especial con canciones extra para la plataforma iTunes, así como otra edición para la plataforma de streaming Spotify que incluye un remix de la canción Eepinen.
El álbum vendió en su día de lanzamiento 40 000 copias, el equivalente a un doble disco de platino. El álbum consiguió llegar hasta el segundo puesto en su primera semana en la lista oficial de ventas. Después consiguió establecerse en el número uno durante cuatro semanas. A finales de 2013, el álbum había conseguido vender más de 83 000 copias, lo que lo certificaría con un cuádruple disco de platino.

## Producción
La grabación del álbum se comenzó a principios de 2013. El álbum contiene canciones compuestas por el propio Robin, así como de Jimi Constantine, Jonas Olsson, Pekka Eronen, Risto Asikainen, Joonas Angeria, Eppu Kosonen, Simo Reunamäki, Joonathan Kettunen, DJPP y Kyösti Salokorpi. Como productores en el álbum participaron Jukka Immonen, Joonas Angeria, MGI, Jonas Olsson, Street Kobra y Kyösti Salokorpi.

## Canciones
Robin declaró que Boom Kah tenía un sonido más envolvente y moderno en comparación con los dos álbumes anteriores. Las letras de los temas hablan, entre otras cosas, de la libertad, la felicidad y la diversidad. La canción ”Anonyymit ja nimimerkit” habla del ciberacoso mientras que la canción "Tilttaamaan" muestra en su videoclip una historia a través de un chat en línea.

## Sencillos
El primer sencillo del álbum, "Boom Kah", cuenta con la colaboración de los raperos finlandeses Mikael Gabriel y Uniikki. La canción fue presentada en la radio pública YleX el 30 de agosto de 2013. A su vez, el videoclip fue presentado en el parque de atracciones Linnanmäki. El videoclip fue dirigido por Ville Salminen y Rise.
El segundo sencillo del álbum, "Erilaiset", fue publicado el 16 de octubre de 2013 y formó parte de la campaña Red Nose Day 2013. El videoclip fue rodado al este de África, en Burundi y en Suomenlinna. El sencillo consiguió la certificación de disco de platino en la categoría de sencillos, con 10 000 copias vendidas.
El tercer sencillo, "Onnellinen", fue publicado el 7 de febrero de 2014. Jaakko y Kusti Mannisen se encargaron de dirigir el videoclip que fue rodado en las vísperas de año nuevo 2013-2014 en Puerto Plata, República Dominicana. El video fue estrenado en exclusiva por la emisora de radio YleX.

## Lista de canciones
- Edición estándar

| Boom Kah - Edición Estándar |                                          |                                                               |          |  |
| N.º                         | Título                                   | Escritor(es)                                                  | Duración |  |
| 1.                          | «Boom Kah(con Mikael Gabriel & Uniikki)» | Jimi Constantine, Risto Asikainen, Mikael Gabriel, Uniikki    | 3:15     |  |
| 2.                          | «Erilaiset»                              | Risto Asikainen, Jonas Olsso                                  | 3:35     |  |
| 3.                          | «Kävele mun kaa»                         | Kyösti Salokorpi, Joonathan Kettunen                          | 3:44     |  |
| 4.                          | «Tilttaamaan»                            | Jimi Constantine, Jonas Olsson                                | 2:49     |  |
| 5.                          | «3D-lasit»                               | Mobster, Jonas Olsson, Jimi Constantine                       | 3:01     |  |
| 6.                          | «Anonyymit ja nimimerkit»                | Jonas Olsson, Aku Rannila, Heidi Maria Paalanen, Saara Törmä  | 3:12     |  |
| 7.                          | «Onnellinen»                             | Joonas Angeria, Jonas Olsson, Heigo Anto, Robin, Pekka Eronen | 3:48     |  |
| 8.                          | «Neon»                                   | Simo Reunamäki, Heidi Maria Paalanen                          | 3:31     |  |
| 9.                          | «Pystyt mihin vaan»                      | Ilkka Wirtanen, Janne Huttunen, Pekka Eronen                  | 3:07     |  |
| 10.                         | «Eeppinen (con VilleGalle)»»             | DJ Street Kobra, Kyösti Salokorpi, Eppu Kosonen, VilleGalle   | 3:13     |  |
| 33:15                       |                                          |                                                               |          |  |

- Edición deluxe

| Boom Kah - Edición deluxe |             |                                                              |          |  |
| N.º                       | Título      | Escritor(es)                                                 | Duración |  |
| 11.                       | «Vapaus»    | Street Kobra, Simo Reunamäki, Pekka Eronen, Jimi Constantine | 3:29     |  |
| 12.                       | «Ei välii»  | Samuel Johansson, Robin, Simo Reunamäki                      | 3:19     |  |
| 13.                       | «Jarrupala» | Tobias Granbacka, Oskar Nyman, Jimi Constantine              | 3:16     |  |
| 41:19                     |             |                                                              |          |  |

| Boom Kah - Edición Super Deluxe |         |                                   |          |  |
| N.º                             | Título  | Escritor(es)                      | Duración |  |
| 14.                             | «Oikee» | Robin, Jonas Olsson, Samuli Laiho | 3:12     |  |
| 46:31                           |         |                                   |          |  |

| Boom Kah - Edición iTunes |                                                           |          |  |
| N.º                       | Título                                                    | Duración |  |
| 14.                       | «Kun nuoruus päättyy (con The Rasmus) (Akustinen versio)» | 2:50     |  |
| 46:09                     |                                                           |          |  |

| Boom Kah - Edición Spotify |                                     |                                                          |          |  |
| N.º                        | Título                              | Escritor(es)                                             | Duración |  |
| 11.                        | «Eeppinen (Remix) (con VilleGalle)» | Street Kobra, Kyösti Salokorpi, Eppu Kosonen, VilleGalle | 3:12     |  |
| 36:29                      |                                     |                                                          |          |  |

## Posicionamiento en las listas
| País      | Lista                | Mejor posición |      |
| 2013      | 2013                 | 2013           | 2013 |
| --------- | -------------------- | -------------- | ---- |
| Finlandia | Finnish Top 40 Album | 1              |      |